# 卧龙山水库
卧龙山水库是中国江苏省南京市溧水区境内的一座水库，位于二干河上，建于1960年。水库正常库容为758万立方米，集雨面积为18平方千米，海拔为18.5米。